# 1-1-2

Тип 1-1-2 — паровоз з однією бігунковою, однією рушійною і двома підтримуючими осями.
Інші варіанти запису:
- Американський — 2-2-4
- Французький — 112
- Німецький — 1A2

## Види паровозів 1-1-2
Окремі малопотужні танк-паровози.